# دانشگاه ادیث کوان
دانشگاه ادیث کوان (انگلیسی: Edith Cowan University) یک دانشگاه دولتی واقع در پرث در غرب استرالیا است.